# GRAMD4
GRAMD4‏ (GRAM domain containing 4) هوَ بروتين يُشَفر بواسطة جين GRAMD4 في الإنسان.